# Rosemary Conley
Rosemary Conley, CBE (ur. 19 grudnia 1946, Leicestershire) – angielska biznesmenka, dziennikarka mówiąca o ćwiczeniach i zdrowiu.